# كنيسة زيلينتشوك الجنوبية
كنيسة زيلينتشوك الجنوبية (بالروسية: Южный Зеленчукский храм) هي كنيسة ألانية تعود إلى أوخر القرن العاشر أو بداية القرن الحادي عشر تقع في أرخيز، وهي منطقة جبلية في قراتشاي - تشيركيسيا. الكنيسة واحدة من كنائس زيلينتشوك التي تقع في مستوطنة أرخيز السفلى.يشير الحجم المتواضع للكنيسة إلى أنها كانت ملكية خاصة، يحتمل أنها كانت لأحد أعضاء طبقة النبلاء.